# JFK Jr. salutes JFK

Die Kennedys (rechts von der Bildmitte) verlassen die Kathedrale, Sekunden später salutiert John-John seinem Vater. Auf der gegenüberliegenden Straßenseite, deutlich erhöht, stehen die Pressefotografen und Kameraleute.

JFK Jr. salutes JFK ist der Titel einer Schwarzweißaufnahme des US-amerikanischen Fotografen Stan Stearns vom 25. November 1963. Sie zeigt den dreijährigen „John-John“ Kennedy militärisch grüßend vor dem Sarg seines Vaters John F. Kennedy. Auf dem Bild sind neben John-John dessen ältere Schwester Caroline Kennedy, ihre in Schwarz gekleidete Mutter Jacqueline Bouvier Kennedy und ihre Onkel Robert und Edward Kennedy abgebildet. Die Szene wurde von mehreren Fotografen aus verschiedenen leicht abweichenden Blickwinkeln aufgenommen. Darunter ist auch eine Farbaufnahme, die beide Kinder in ihren markanten hellblauen Kleidern zeigt. Stan Stearns’ Aufnahme ragt unter diesen Aufnahmen durch ihren Bildaufbau mit dem salutierenden John-John im Mittelpunkt und wegen ihrer Feinkörnigkeit heraus.

## Bildbeschreibung
Die Aufnahme zeigt den salutierenden dreijährigen John-John Kennedy frontal. Hinter ihm steht sein Onkel Robert F. Kennedy, rechts hinter ihm seine Mutter Jacqueline. Zu deren Rechten, fast ganz verdeckt, steht John-Johns ältere Schwester Caroline Kennedy. Ebenfalls fast ganz verdeckt, rechts hinter Jacqueline Kennedy, steht Edward Kennedy. Der Bildausschnitt wird links durch einen uniformierten Flaggenträger und rechts durch einen salutierenden General begrenzt.

## Vorgeschichte
Der US-amerikanische Präsident John F. Kennedy wurde am 22. November 1963, einem Freitag, in Dallas erschossen, als er in Begleitung seiner Ehefrau Jacqueline Bouvier Kennedy in einem offenen Wagen vom Flughafen in die Innenstadt fuhr. Wenige Stunden nachdem der Präsident im Parkland Memorial Hospital für tot erklärt worden war, wurde der Leichnam in Begleitung Jacqueline Kennedys und Lyndon B. Johnsons nach Washington, D.C. geflogen. Nach der Autopsie im Bethesda Naval Hospital wurde er am Samstag für 24 Stunden im geschlossenen Sarg im East Room des Weißen Hauses aufgebahrt. Am Sonntag wurde der mit der Flagge der Vereinigten Staaten bedeckte Sarg auf einer von Pferden gezogenen Lafette zum Kapitol gefahren und in der Rotunde aufgebahrt. Dort zogen bis zum folgenden Tag etwa 250.000 Trauernde am Sarg vorbei, um von Kennedy Abschied zu nehmen.
Am Montagmorgen wurde der Sarg Kennedys zunächst vom Kapitol in einem Fahrzeugkonvoi zum Weißen Haus gefahren. Von dort ging es in einem von den Erwachsenen der Kennedy-Familie und mehr als 200 Staatsgästen angeführten Trauerzug zu Fuß weiter zur St. Matthew’s Cathedral. Die Kinder wurden auf dieser Strecke in einer Limousine gefahren. In der Kathedrale wurde ein Requiem gefeiert. Anschließend ging die Kennedy-Familie die Stufen der Kathedrale hinunter, wo der mit der Flagge der Vereinigten Staaten bedeckte Sarg Kennedys unter den Augen der engsten Familienmitglieder von den Sargträgern auf eine Lafette gesetzt wurde. Anschließend sollte er zum  Nationalfriedhof Arlington gefahren werden. Als die Kennedys am Fuß der Treppe vor dem Sarg standen, flüsterte Jacqueline Kennedy John-John etwas ins Ohr. John-John trat einen Schritt vor und salutierte seinem Vater. Da die Beisetzung auf dem Nationalfriedhof Arlington ohne die Kinder stattfinden sollte, war das die letzte Möglichkeit der Kinder, von ihrem Vater Abschied zu nehmen. Laut dem Politikwissenschaftler Larry J. Sabato brachte diese Szene ganz Amerika zum Weinen.

## John-John

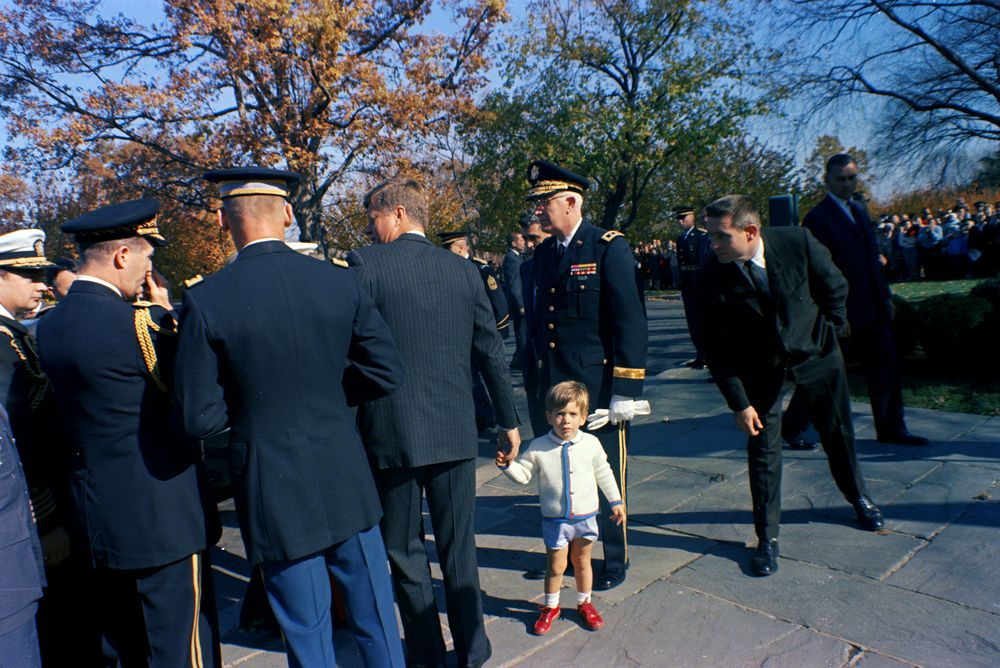
John-John an der Hand seines Vaters, 11. November 1963 (Veterans Day) auf dem Nationalfriedhof Arlington

John-John zeigte sich schon sehr früh von der Luftfahrt und vom Militär begeistert. Zu seiner Unterhaltung übten die zum Schutz der Präsidentenfamilie abgestellten Agenten des Secret Service mit ihm den militärischen Gruß. Wenn Agenten des Secret Service „General John“ einen Wunsch erfüllten, salutierten sie, und John-John grüßte mit der Linken zurück. Erst nach geraumer Zeit des Übens, im Oktober 1963, grüßte John-John mit der Rechten. Wenige Wochen später, am Veterans Day, begleitete John-John seinen Vater zur Kranzniederlegung am Grabmal des unbekannten Soldaten auf dem Nationalfriedhof Arlington. Seine Mutter hatte ihm erklärt, dass alle Soldaten den Präsidenten als ihren Oberbefehlshaber grüßen. Wenn die Soldaten seinen Vater grüßten, könne auch er salutieren. Während der öffentlichen Zeremonie grüßte John-John auf einen Hinweis seines Begleiters seinen Vater.
Während der Reise des Präsidentenpaars nach Dallas blieben Caroline und John-John in Washington zurück. Als die Nachricht vom Attentat auf John F. Kennedy das Weiße Haus erreichte, ging Lynn Meredith, der für ihren Schutz zuständige Agent des Secret Service, mit den ahnungslosen Kindern zum Spielen in einen Park in Washington. Später wurden sie im Oval Office von Ben Bradlee, dem Chefredakteur der Washington Post und seiner Ehefrau Tony betreut, beide enge Freunde der Kennedys. Schließlich, noch vor der Ankunft Jacqueline Kennedys in Washington, wurden beide Kinder zu deren Mutter Janet Auchincloss nach Georgetown gebracht. Montag, der 25. November 1963, begann für John-John, der an diesem Tag seinen dritten Geburtstag hatte, mit einem Happy Birthday, gesungen von seiner Schwester Caroline und seinem Kindermädchen. Als Geburtstagsgeschenk überreichte Caroline ihm einen Spielzeug-Helikopter. Die Kinder sollten an den Trauerfeierlichkeiten teilnehmen.
Jacqueline Kennedy war besorgt, John-John könne die Zeremonien wegen seines Alters nicht vollständig durchstehen. Zudem wurde John-John in der Kathedrale zunehmend unruhig und fragte beharrlich nach seinem Vater. Daher bat sie den begleitenden Agenten des Secret Service, John-John während des Gottesdienstes zu beschäftigen. Die beiden begaben sich in einen Nebenraum der Kathedrale, in dem mehrere Militärangehörige mit Aufgaben während der Trauerfeiern anwesend waren. Nur um den Jungen abzulenken, und ohne die Absicht, John-John später den Gruß ausführen zu lassen, übte der Agent mithilfe der Soldaten mit John-John den militärischen Gruß.

## Die Aufnahme
Stan Stearns arbeitete 1963 als Pressefotograf für die United Press International. Am Tag der Beisetzung Kennedys war er dafür eingeteilt, den Trauerzug vom Weißen Haus zur St. Matthew’s Cathedral und weiter zum Nationalfriedhof Arlington zu begleiten. Dort angekommen musste er sich mit 70 Kollegen in einen zugewiesenen Bereich hinter einer Absperrung begeben, der eigentlich nur für 30 Personen vorgesehen war. Stearns hatte seine Kamera mit einem Objektiv mit 200 Millimeter Brennweite ausgestattet. Eigentlich war es seine Absicht, Jacqueline Kennedy mit dem Sarg des Präsidenten zu fotografieren. Als er sah, wie sie sich zu John-John herabbeugte und ihm etwas ins Ohr flüsterte, und John-John daraufhin den Sarg seines Vaters grüßte, drückte Stearns nur einmal auf den Auslöser.
Stearns fragte unmittelbar danach einige Kollegen, ob sie diesen Augenblick aufgenommen hätten. Da alle verneinten, nahm er zunächst an, dass er als Einziger die Szene dokumentiert hatte. Entgegen seinem Auftrag, den Trauerzug zum Nationalfriedhof Arlington zu begleiten, begab Stearns sich mit seinem einzigen Foto in die Büros der UPI, um den Film selbst zu entwickeln. In der Bildredaktion wurde er von aufgebrachten Vorgesetzten empfangen, die ihn in Arlington vermuteten. Stearns entwickelte das Negativ selbst und benötigte eine ungewöhnlich lange Entwicklungszeit, 17 Minuten, um das Bild möglichst feinkörnig zu erhalten. Als sie das entwickelte Negativ sahen, räumten Stearns' Vorgesetzte ein, dass er „DAS Foto der Beerdigung“ gemacht habe. Die Aufnahme wurde mit dem Hinweis UPI/by Stan Stearns weltweit verbreitet und vielfach ganzseitig abgedruckt. Seinerzeit war die namentliche Nennung eines Pressefotografen sehr ungewöhnlich. Nur Life druckte das Foto versehentlich ohne Nennung des Fotografen ab. Aus Anlass des Todes von John F. Kennedy, Jr. im Juli 1999 wurde JFK Jr. salutes JFK erneut auf den Titelseiten von Life und Time abgedruckt, dieses Mal mit dem falschen Urhebernachweis Corbis-Bettman.
Von John-Johns letztem Gruß an seinen Vater existieren weitere Fotos. Zu ihnen gehört eine Farbaufnahme des Fotografen Dan Farrell, der für die New York Daily News vor Ort war. Auf diesem Foto ist erkennbar, dass beide Geschwister fast gleich gekleidet waren, mit einem hellblauen Kleid oder Mantel, weißen Socken und dunkelroten Schuhen. Es war nicht ungewöhnlich, Kinder bis zum achten Lebensjahr gleich zu kleiden.

## Wirkung
Eine Reihe von Bildern, die am Tag der Ermordung Kennedys und bei den Trauerfeierlichkeiten entstanden, hat sich tief in das Bewusstsein der amerikanischen Nation eingeprägt, weil diese Aufnahmen das Drama erfassen und immer wieder vergegenwärtigen – im Fernsehen, in Filmen, in Büchern und in Zeitschriften. Dazu gehört die Aufnahme aus dem Zapruder-Film, die zeigt, wie der tödlich getroffene Präsident im Wagen zusammensinkt. Auch das Foto, das die Vereidigung seines Nachfolgers Lyndon B. Johnson im Flugzeug festhält, zählt dazu, ebenso jenes, das John-Johns Schwester Caroline erfasst, wie sie die Hand unter die Fahne legt, die den Sarg ihres Vaters bedeckt. Die Aufnahmen des salutierenden John-John gelten ebenfalls als ikonografisch.

## Zweifel an der Urheberschaft
In einem Nachruf der New York Times auf den 2007 verstorbenen US-amerikanischen Pressefotografen Joe O’Donnell wurde diesem das Foto JFK Jr. salutes JFK zugeschrieben. Von Berufskollegen angestoßene Nachforschungen konnten belegen, dass das als sein eigenes Werk ausgegebene Foto lediglich die Vergrößerung eines Ausschnitts der Aufnahme von Stearns war. Weitere Fotos, die O’Donnell für sich reklamiert hatte, konnten ebenfalls als Arbeiten anderer Fotografen identifiziert werden. Das betraf auch Aufnahmen aus den 1940er Jahren, die Treffen von Staatsoberhäuptern und die Auswirkungen der Atombombenabwürfe auf Hiroshima und Nagasaki dokumentierten. Offenbar hatte O’Donnell seine Biografie über Jahrzehnte mit den Leistungen von Berufskollegen ausgeschmückt, jedoch ohne damit nennenswerten Profit zu erzielen. Seine Angehörigen führen die Aneignung fremder Bilder auf O’Donnells in den 1990er Jahren einsetzende Demenz zurück.